# Сверхзвуковой пассажирский самолёт

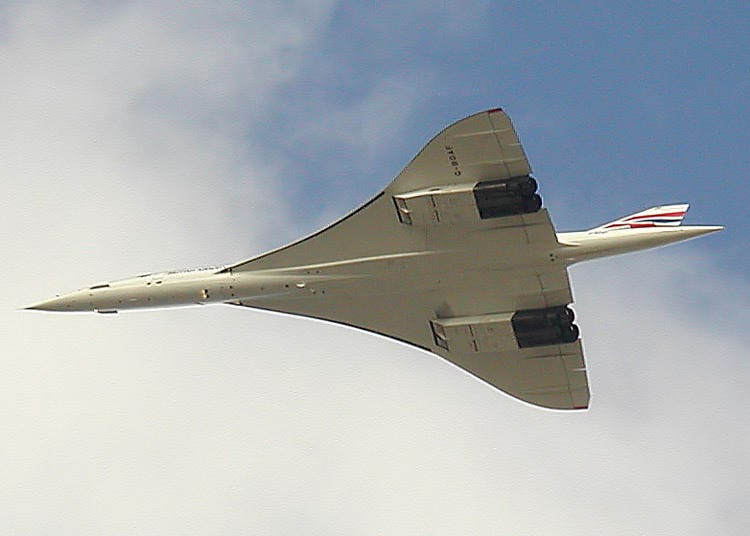
Сверхзвуковой пассажирский самолёт Конкорд имел дельтавидное крыло, малое поперечное сечение фюзеляжа и четыре двигателя Rolls-Royce/Snecma Olympus 593 под крылом

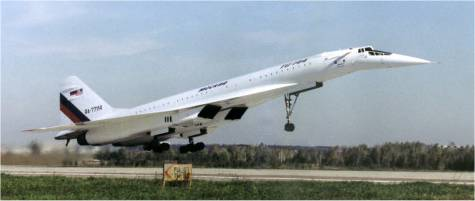
Ту-144 был первым сверхзвуковым пассажирским авиалайнером, начавшим перевозку пассажиров по инициативе Леонида Ильича Брежнева. На нём были осуществлены только 55 пассажирских рейсов (3284 пассажира) с 1 ноября 1977 года по 1 июня 1978 год (Москва — Алма-Ата), позже использовался как летающая лаборатория — пассажирские полёты были прекращены из-за авиакатастроф, в которых не было пассажиров, после смерти Брежнева правительство СССР охладело к сверхзвуковым авиаперевозкам пассажиров

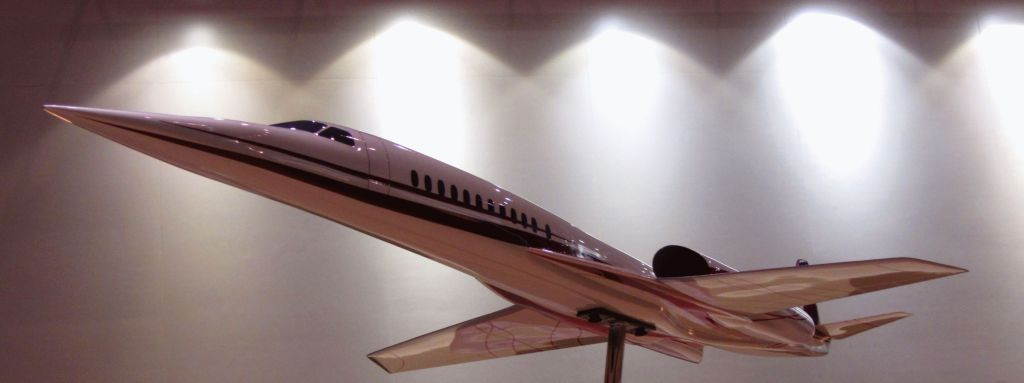
Проектная модель Aerion SBJ

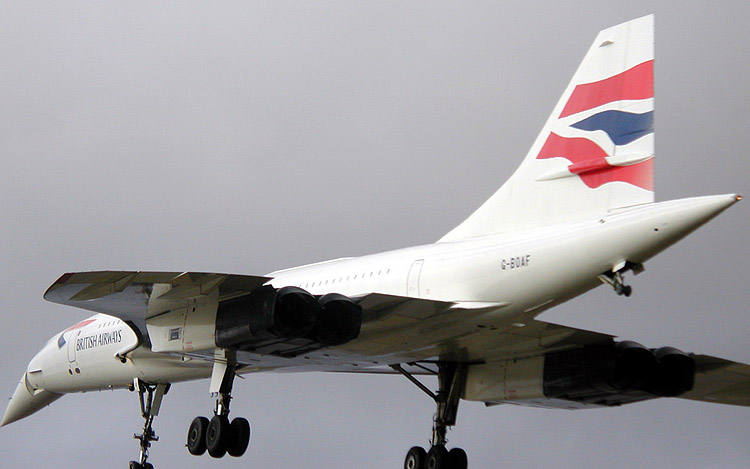
Посадка «Конкорда» (с 1976 по 2003 — больше 3 млн пассажиров)

Сверхзвуковой пассажирский самолёт или сверхзвуковой авиалайнер — пассажирский самолёт, способный развивать скорость выше скорости звука (1 Маха).
Единственными сверхзвуковыми авиалайнерами, работавшими на регулярных пассажирских перевозках, являются европейский «Конкорд» (Concorde) и советский Ту-144. Последний пассажирский рейс Ту-144 состоялся в июне 1978 года; последний рейс «Конкорда» состоялся 26 ноября 2003 года. После прекращения полетов «Конкорда» в коммерческой эксплуатации не осталось ни одного сверхзвукового авиалайнера.
Многие авиастроительные компании проектируют свой вариант сверхзвукового бизнес-джета либо прорабатывали такие проекты ранее.
Сверхзвуковые авиалайнеры — объекты многочисленных проектных исследований. Недостатками и проблемами проектирования являются чрезмерная генерация шума (при взлёте и из-за звуковых ударов во время полета), высокие затраты на разработку, дороговизна конструкционных материалов, высокий расход топлива, чрезвычайно высокие выбросы и повышенные операционные расходы в расчете на одного пассажира по сравнению с дозвуковыми авиалайнерами. Несмотря на эти проблемы и высокую стоимость билетов, эксплуатация «Конкорда» была прибыльной, что можно объяснить списанием всех затрат на разработку и постройку самолётов.

## История
С 1950-х годов сверхзвуковой транспорт стал возможным с технической точки зрения, но было неясно, можно ли сделать его экономически жизнеспособным. Подъёмная сила на сверхзвуковых скоростях создается с использованием различных методов, которые значительно менее эффективны, чем дозвуковые методы, с отношением подъемной силы к сопротивлению равным примерно {\displaystyle 1/2}. Это означает, что для любой требуемой подъемной силы самолёт должен будет обеспечить примерно вдвое большую тягу, что приведет к значительно большему расходу топлива. Этот эффект проявляется на скоростях, близких к скорости звука, так как самолёт использует вдвое большую тягу, чтобы двигаться примерно с той же скоростью. Относительный эффект уменьшается по мере того, как самолёт разгоняется до более высоких скоростей. Компенсируя это увеличение расхода топлива, самолёт мог значительно увеличить скорость вылетов, по крайней мере, на средних и дальних рейсах, где самолёт проводит значительное количество времени. Сверхзвуковые авиалайнеры летают по крайней мере в три раза быстрее, чем существующие дозвуковые транспортные средства, и, таким образом, смогут заменить до трёх самолётов, находящихся в эксплуатации, и тем самым снизить затраты на рабочую силу и техническое обслуживание.
Серьёзная работа над проектами сверхзвуковых авиалайнеров началась в середине 1950-х годов, когда было выпущено первое поколение сверхзвуковых истребителей. В Великобритании и Франции субсидируемые правительством программы быстро остановились на дельта-крыле в большинстве исследований, включая Sud Aviation Super-Caravelle и Bristol Type 223, хотя компания «Армстронг Уитуорт» предложила более радикальную конструкцию. Avro Canada предложила Trans World Airlines несколько проектов, которые включали крыло Mach 1.6 и крыло Mach 1.2 с дельта-крылом с отдельным хвостом и четырьмя конфигурациями двигателей под крылом. Команда Avro переехала в Великобританию, где её дизайн лег в основу дизайна Hawker Siddeley.
К началу 1960-х годов проекты продвинулись до такой степени, что было дано разрешение на производство, но затраты были настолько высоки, что Bristol Aeroplane Company и Sud Aviation в конечном итоге объединили свои усилия в 1962 году для производства «Конкорда» (Concorde). В начале 1960-х годов различные руководители американских аэрокосмических компаний говорили американской общественности и Конгрессу, что нет никаких технических причин, по которым сверхзвуковой транспорт не может быть произведен. В апреле 1960 года Берт Си Монсмит, вице-президент Lockheed, заявил различным журналам, что изготовленный из стали сверхзвуковой авиалайнер весом 110 тонн может быть разработан за 160 миллионов долларов, а в производственных партиях 200 или более продан примерно за 9 миллионов долларов. Но именно англо-французская разработка  вызвала панику в американской промышленности, где считалось, что «Конкорд» вскоре заменит все другие проекты дальнего радиуса действия, особенно после того, как Pan Am приобрела опционы на покупку «Конкорда». Вскоре Конгресс финансировал усилия по проектированию сверхзвукового транспорта, выбрав существующие проекты Lockheed L-2000 и Boeing 2707, чтобы сконструировать ещё более продвинутую, крупную, быструю и преодолевающую ещё большие расстояния модель. Проект Boeing 2707 был в конечном итоге выбран для продолжения работы, с проектными целями перевозки около 300 пассажиров и крейсерской скоростью около 3 М. 

Советский Союз задался целью создать свой собственный проект, Ту-144, который западная пресса прозвала «Concordski».
Сверхзвуковой транспорт рассматривался негативно из-за звукового удара при полёте и потенциальной возможности того, что выхлопные газы его двигателей могут повредить озоновый слой. Обе проблемы повлияли на мышление законодателей, и в конце концов Конгресс в марте прекратил финансирование программы сверхзвуковых авиалайнеров в 1971 году, и все сухопутные коммерческие сверхзвуковые полеты были запрещены над США. Советник президента Рассел Трейн (en:Russell E. Train) предупредил, что флот из 500 сверхзвуковых авиалайнеров, летающих на высоте 20 км в течение нескольких лет, может повысить содержание воды в стратосфере на 50-100 %. По словам Трейна, это может привести к повышению температуры на уровне земли и препятствовать образованию озона.
В отношении стратосферной воды и её потенциала для повышения температуры грунта, хотя и не упоминая «Конкорд» в качестве источника «недавнего снижения содержания водяного пара неизвестно», в 2010 году Национальное управление океанических и атмосферных исследований отметило, что уровни стратосферного водяного пара в 1980-х и 1990-х годах были выше, чем в 2000-х годах, примерно на 10 %, Сьюзан Соломон из NOAA подсчитала, что именно это изменение ответственно за замедление повышения температуры поверхности в результате глобального потепления примерно на 25 процентов по сравнению со скоростью потепления в 1990-х годах. Другая проблема Рассела Трейна, связанная с озоном воды, была, однако, опровергнута Фредом Сингером в письме в журнал Nature в 1971 году, «которая расстроила тех, кто утверждал, что сверхзвуковые перевозки могут серьёзно повлиять на стратосферный озон».
Позже была выдвинута гипотеза о дополнительной угрозе озону в результате оксидов азота в выхлопных газах, которая в 1974 год была подтверждена исследователями Массачусетского технологического института. В 1981 году модели и наблюдения все ещё были несовместимы. Более поздняя компьютерная модель, созданная в 1995 году учеными из Национального управления океанических и атмосферных исследований, предполагает, что падение озона составит не более 1-2 %, если будет эксплуатироваться парк из 500 сверхзвуковых самолётов, и это не должно быть препятствием для продвинутой разработки сверхзвукового транспорта, потому что удаление серы из топлива «Конкорда» устранит гипотетический 1-2%-ный путь реакции разрушения озона.
Несмотря на несоответствие между моделью и наблюдением, связанное с проблемой озона, в середине 1970-х годов, через шесть лет после первого сверхзвукового испытательного полета, Конкорд был готов к эксплуатации. 

Политический резонанс[чего?] в США был настолько высок, что в штате Нью-Йорк самолёт был запрещён. Это угрожало экономическим перспективам самолёта — он был построен с учётом маршрута Лондон — Нью-Йорк. Самолёт был допущен в Вашингтонский аэропорт имени Даллеса, и стал настолько популярным, что жители Нью-Йорка вскоре начали жаловаться, потому что у них его не было. Вскоре «Конкорд» уже летел в аэропорт Кеннеди.
Наряду с изменением политических соображений летающая общественность продолжала проявлять интерес к высокоскоростным пересечениям океана. Это положило начало дополнительным проектным исследованиям в США под названием «AST» (Advanced Supersonic Transport).
К этому времени экономика прошлых концепций сверхзвукового авиалайнера уже не была разумной. При первом проектировании предполагалось, что сверхзвуковой транспорт будет конкурировать с самолётами большой дальности, вмещающими от 80 до 100 пассажиров, такими как Boeing 707, и с более новыми самолётами, такими как Boeing 747, перевозящими в четыре раза больше, преимущества в скорости и топливе сверхзвукового транспорта исчезли из-за огромных размеров. Другая проблема заключалась в том, что широкий диапазон скоростей, на которых работает сверхзвуковой транспорт, затрудняет совершенствование двигателей. В то время как дозвуковые двигатели добились больших успехов в повышении эффективности в 1960-х годах с введением турбовентиляторного двигателя с постоянно увеличивающимися степенями двухконтурности, концепцию вентилятора трудно использовать на сверхзвуковых скоростях, где эта степень составляет около 0,45, в отличие от 2,0 или выше для дозвуковых конструкций. По обеим этим причинам проекты производства сверхзвуковых авиалайнеров были обречены на более высокие эксплуатационные расходы, а программы AST исчезли к началу 1980-х годов.
«Конкорд» продавался только British Airways и Air France с субсидиями, которые должны были вернуть правительству 80 % прибыли. Однако на практике на протяжении почти всего срока действия соглашения не было никакой прибыли, которую можно было бы разделить. После приватизации «Конкорда» меры по снижению затрат и повышение цен на билеты привели к существенной прибыли.
С тех пор как «Конкорд» перестал летать, выяснилось, что за время своего существования самолёт действительно оказался прибыльным, по крайней мере для British Airways. Операционные расходы за почти 28 лет эксплуатации составили около 1 миллиарда фунтов стерлингов, а выручка — 1,75 миллиарда.
Последние регулярные пассажирские рейсы приземлились в лондонском аэропорту Хитроу в пятницу, 24 октября 2003 года, сразу после 4 часов дня: рейс 002 из Нью-Йорка, рейс из Эдинбурга, и третий, который вылетел из Хитроу по кругу над Бискайским заливом.
К концу XX века появились такие проекты, как Ту-244, Ту-344, Бесшумный сверхзвуковой самолёт SAI, Sukhoi Supersonic Business Jet, Высокоскоростной гражданский транспорт, ни один из которых не был реализован. Однако в 2010-х годах работы по созданию возобновились.
В начале 2025 года прототип сверхзвукового самолета Boom Overture компании Boom Supersonic выполнил несколько сверхзвуковых полетов без ударной волны, что было главным аргументом против сверхзвуковых полётов.
В июне 2025 году президент США Дональд Трамп подписал указ, предписывающий Федеральному управлению гражданской авиации снять действующий с 1973 года запрет на гражданские сверхзвуковые полеты над территорией США.

## Запущенные сверхзвуковые авиалайнеры

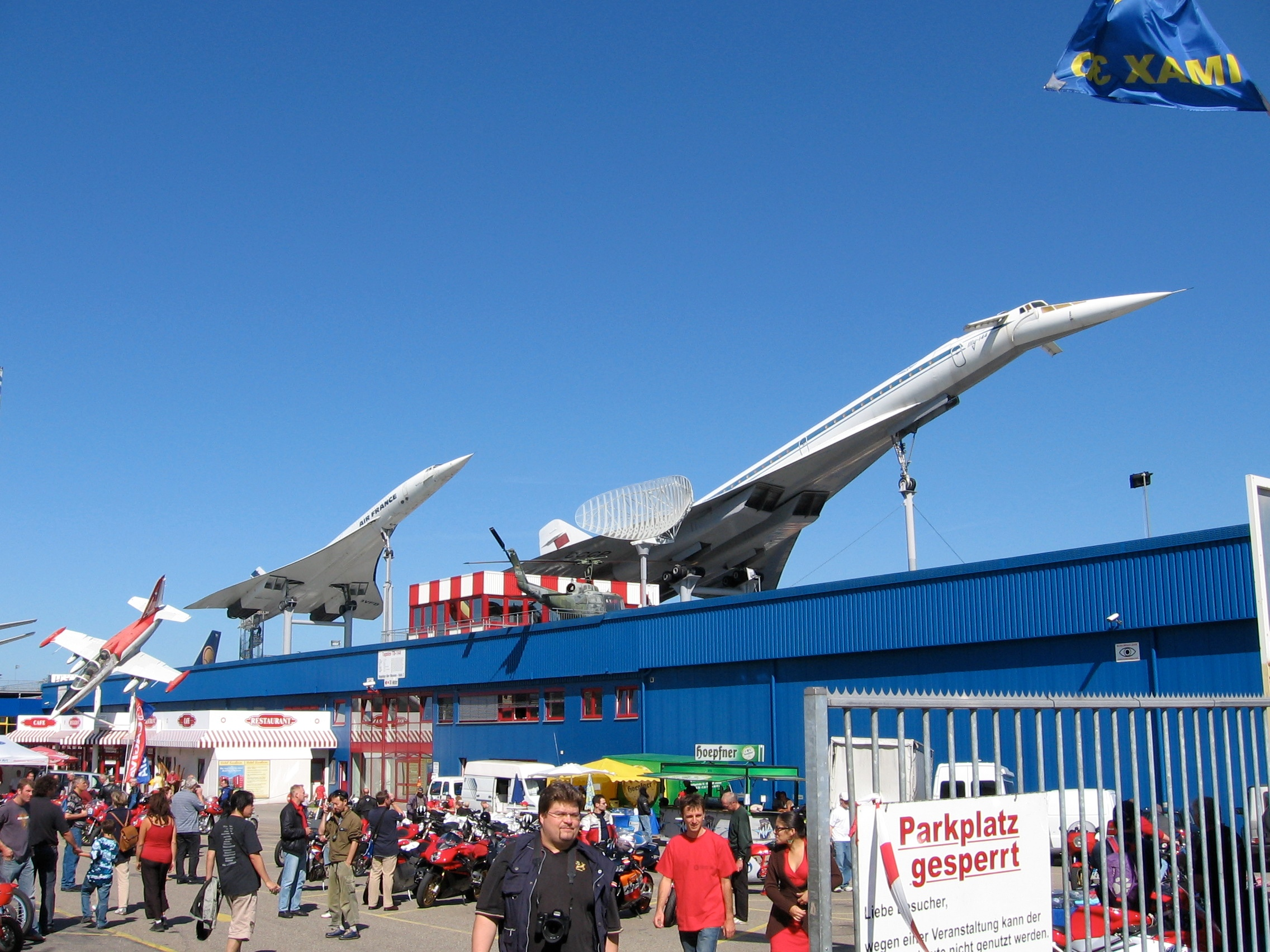
Музей техники в Зинсхайме в Германии — единственное место, где вместе экспонируются «Конкорд» и Ту-144

21 августа 1961 года самолёт Douglas DC-8-43 превысил скорость звука в контролируемом пикировании во время испытательного полёта на базе ВВС Эдвардс. Экипаж состоял из Уильяма Магрудера (пилот), Пола Паттена (второй пилот), Джозефа Томича (бортинженер) и Ричарда Эдвардса (инженер-испытатель). Это был первый сверхзвуковой полёт гражданского авиалайнера.

### Конкорд
Всего было построено 20 «Конкордов»: два опытных образца, два самолёта разработки и 16 серийных самолётов. Из шестнадцати серийных самолётов два не поступили в коммерческую эксплуатацию, а восемь оставались в эксплуатации по состоянию на апрель 2003 года. Все эти самолёты, кроме двух, сохранились; два самолёта модели F-BVFD, припаркованные в качестве источника запасных частей в 1982 году и списанные в 1994 году, и F-BTSC, который разбился под Парижем 25 июля 2000 года, в катастрофе погибло 100 пассажиров, 9 членов экипажа и 4 человека на земле.

### Ту-144
Всего было построено шестнадцать летных Ту-144; семнадцатый так и не был достроен. Кроме того, параллельно с разработкой нового прототипа был создан, по крайней мере, один наземный испытательный планер для статических испытаний.

## Проблемы полёта пассажирских авиалайнеров на сверхзвуковых скоростях

### Аэродинамика
Для всех транспортных средств, движущихся по воздуху, сила сопротивления пропорциональна коэффициенту сопротивления, квадрату скорости полета и плотности воздуха. Поскольку лобовое сопротивление быстро возрастает со скоростью, ключевым приоритетом проектирования сверхзвуковых самолётов является минимизация этой силы за счет снижения коэффициента лобового сопротивления. Это приводит к появлению очень обтекаемых форм самолётов. В некоторой степени сверхзвуковые самолёты также управляют сопротивлением, летая на больших высотах, чем дозвуковые самолёты, где плотность воздуха ниже.

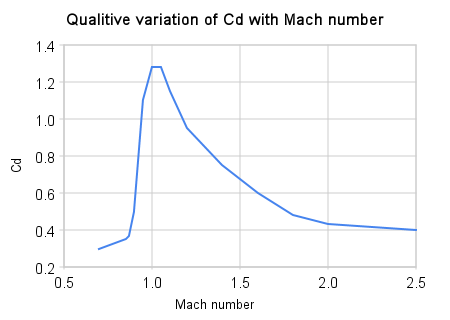
Качественное изменение коэффициента сопротивления для самолётов

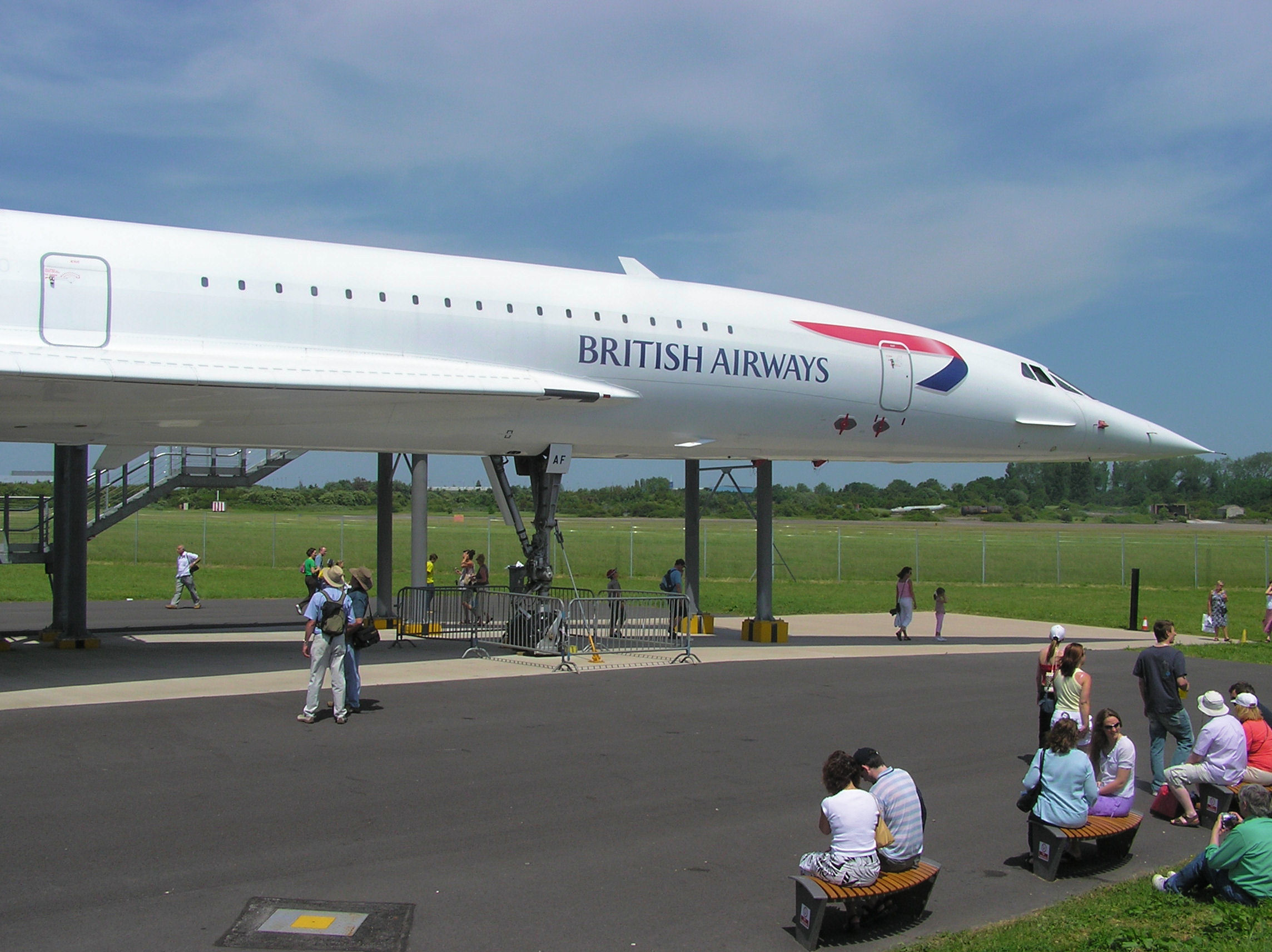
«Конкорд» British Airways на аэродроме Филтон в Бристоле имеет тонкий фюзеляж, необходимый для сверхзвукового полета.

По мере приближения скорости к скорости звука появляется дополнительное явление волнового сопротивления. Это мощная форма сопротивления, которая начинается на околозвуковых скоростях (около 0,88 Маха). Около 1 Маха пиковый коэффициент сопротивления в четыре раза превышает дозвуковое сопротивление. Выше околозвукового диапазона коэффициент снова резко падает, хотя остается на 20 % выше на 2,5 Маха, чем на дозвуковых скоростях. Сверхзвуковой самолёт должен обладать значительно большей мощностью, чем требуется дозвуковому самолёту для преодоления этого волнового сопротивления, и хотя крейсерские характеристики выше околозвуковой скорости более эффективны, они все же менее эффективны, чем полеты на дозвуковой скорости.
Ещё одной проблемой в сверхзвуковом полете является отношение подъемной силы к лобовому сопротивлению (Аэродинамическое качество) крыльев. На сверхзвуковых скоростях аэродинамические профили создают подъемную силу совершенно иным образом, чем на дозвуковых скоростях, и неизменно менее эффективны. По этой причине значительные исследования были вложены в разработку формы крыла для устойчивого сверхзвукового полета. При скорости около 2 Маха типичная конструкция крыла сократит его аэродинамическое качество вдвое (например, у «Конкорда» оно равно 7,14, в то время как дозвуковой Boeing 747 имеет отношение 17). Поскольку конструкция самолёта должна обеспечивать достаточную подъемную силу для преодоления собственного веса, снижение его аэродинамического качества на сверхзвуковых скоростях требует дополнительной тяги для поддержания скорости и высоты полета.

### Двигатели
Конструкция реактивного двигателя значительно меняется между сверхзвуковыми и дозвуковыми самолётами. Реактивные двигатели, как класс, могут обеспечить повышенную топливную экономичность на сверхзвуковых скоростях, даже если их удельный расход топлива больше на более высоких скоростях. Поскольку их скорость над землей больше, это снижение эффективности меньше, чем пропорционально скорости до тех пор, пока она не превысит 2 Маха, а потребление на единицу расстояния ниже.
Когда «Конкорд» проектировался Aérospatiale-BAC, реактивные двигатели с высокой степенью двухконтурности («турбовентиляторные» двигатели) ещё не были внедрены на дозвуковых самолётах. Если бы «Конкорд» был выпущен во время эксплуатации более старых моделей, таких как Boeing 707 или de Havilland Comet, он был бы гораздо более конкурентоспособным, хотя те по-прежнему перевозили больше пассажиров. Когда же реактивные двигатели с высокой степенью двухконтурности поступили в коммерческую эксплуатацию в 60-х годах, дозвуковые реактивные двигатели сразу же стали намного эффективнее, ближе к эффективности турбореактивных двигателей на сверхзвуковых скоростях. Одно из главных преимуществ сверхзвукового транспорта исчезло.
Турбовентиляторные двигатели повышают эффективность за счет увеличения количества холодного воздуха низкого давления, который они ускоряют, используя часть энергии, обычно используемой для ускорения горячего воздуха в классическом турбореактивном двигателе без двухконтурности. Конечным выражением этой конструкции является турбовинтовой двигатель, в котором почти вся реактивная тяга используется для питания очень большого вентилятора — пропеллера. Кривая эффективности конструкции вентилятора означает, что степень двухконтурности, которая максимизирует общую эффективность двигателя, зависит от скорости движения вперед, которая уменьшается от пропеллеров к вентиляторам и вообще не переходит в двухконтурность с увеличением скорости. Кроме того, большая лобовая площадь, занимаемая вентилятором низкого давления в передней части двигателя, увеличивает лобовое сопротивление, особенно на сверхзвуковых скоростях.
Например, ранние Ту-144 были оснащены турбовентиляторным двигателем с низкой степенью двухконтурности, и были намного менее эффективны, чем турбореактивные двигатели Concorde в сверхзвуковом полете. Более поздние модели имели турбореактивные двигатели с сопоставимой эффективностью. Эти ограничения означали, что конструкции сверхзвуковых авиалайнеров не смогли воспользоваться преимуществами значительного улучшения экономии топлива, которое двигатели с высокой двухконтурностью принесли на рынок дозвуковых двигателей, но они уже были более эффективными, чем их дозвуковые турбовентиляторные аналоги.

### Структурные проблемы
Сверхзвуковые скорости транспортных средств требуют более узких конструкций крыла и фюзеляжа и подвержены большим нагрузкам и температурам. Это приводит к проблемам аэроупругости, которые требуют более тяжелых конструкций для минимизации нежелательного изгиба. Сверхзвуковые авиалайнеры также требуют гораздо более прочной (и, следовательно, более тяжелой) конструкции, поскольку их фюзеляж должен быть герметизирован с большим перепадом давления, чем у дозвуковых самолётов, которые не работают на больших высотах, необходимых для сверхзвукового полета. Все эти факторы, вместе взятые, означали, что относительный вес одного пустого места в «Конкорде» более чем в три раза превышает аналогичный вес у «Боинга-747».
Однако и «Конкорд», и ТУ-144 были изготовлены из обычного алюминия и дюралюминия, в то время как более современные материалы, такие как углеродное волокно и кевлар, намного прочнее при растяжении из-за их веса, а также являются более жесткими. Поскольку вес конструкции на одно сиденье в сверхзвуковом авиалайнере намного выше, любые улучшения приведут к большему росту эффективности, чем те же изменения в дозвуковом самолёте.

### Высокие затраты
Более высокие затраты на топливо и меньшая пассажировместимость из-за аэродинамических требований к узкому фюзеляжу делают сверхзвуковой транспорт более дорогостоящим видом коммерческих и гражданских перевозок по сравнению с дозвуковыми самолётами. Например, Боинг 747 может перевозить более чем в три раза больше пассажиров, чем Конкорд, при использовании примерно такого же количества топлива.
Тем не менее, расходы на топливо не составляют основную часть стоимости большинства пассажирских билетов на дозвуковые самолёты. Для трансатлантического делового рынка, в котором использовались сверхзвуковые самолёты, Конкорд был очень успешным и смог выдержать более высокую цену на билеты. Теперь, когда коммерческие сверхзвуковые самолёты прекратили полёты, стало ясно, что Конкорд принёс значительную прибыль British Airways.

### Взлетный шум
Одной из проблем, связанных с эксплуатацией Конкорда и Ту-144, был высокий уровень шума двигателя, связанный с очень высокими скоростями реактивных двигателей, используемых при взлёте, и при полётах над населёнными пунктами вблизи аэропорта. Сверхзвуковым двигателям требуется довольно высокая удельная тяга (чистая тяга/воздушный поток) во время сверхзвукового полёта, чтобы минимизировать площадь поперечного сечения двигателя и, следовательно, сопротивление гондолы. Это подразумевает высокую скорость струи, что делает двигатели шумными и вызывает проблемы, особенно на низких скоростях и высотах, а также при взлёте. Поэтому будущий сверхзвуковой транспорт вполне может извлечь выгоду из двигателя с переменным циклом, где удельная тяга (а также скорость и шум струи) низкая при взлёте, но вынужденно высокая во время сверхзвукового полёта. Переход между двумя режимами будет происходить в какой-то момент во время набора высоты и обратно во время спуска, чтобы минимизировать шум реактивной струи при приближении к земле. Сложность заключается в разработке конфигурации двигателя с переменным циклом, отвечающей требованиям к малой площади поперечного сечения во время сверхзвукового полёта.

### Ударная волна
Звуковой удар не считался серьёзной проблемой из-за больших высот, на которых летали самолёты, но эксперименты в середине 1960-х годов, такие как спорные испытания звукового удара на тестах в Оклахома-Сити и исследования XB-70 «Валькирия» (XB-70 Valkyrie), доказали обратное. К 1964 году из-за этой проблемы было неясно, будут ли лицензированы гражданские сверхзвуковые самолёты. Раздражения от звукового удара можно избежать, подождав, пока самолёт не окажется на большой высоте над водой, прежде чем достичь сверхзвуковой скорости. Пилоты Конкорда использовали этот способ, однако он исключает сверхзвуковой полёт над населёнными районами. Сверхзвуковые летательные аппараты имеют низкие коэффициенты подъёмной силы/сопротивления на дозвуковых скоростях по сравнению с дозвуковыми летательными аппаратами, если не используются такие технологии, как крылья переменной стреловидности, и, следовательно, сжигают больше топлива, что приводит к тому, что их использование экономически невыгодно на таких[каких?] траекториях полёта. К тому же, у Конкорда было избыточное давление 93 Па. Избыточное давление более 72 Па часто вызывает жалобы пассажиров.
Если стрелу уменьшить, это может сделать даже очень большие конструкции сверхзвуковых самолётов приемлемыми для полётов над сушей. Исследования показывают, что изменения в носовом обтекателе и хвосте могут снизить интенсивность звукового удара ниже той, которая вызывает раздражение пассажиров. В 1960-х годах было высказано предположение, что тщательная обработка фюзеляжа самолёта может снизить интенсивность ударных волн звукового удара, достигающих земли. Одна конструкция приводила к тому, что ударные волны мешали друг другу, значительно уменьшая звуковой удар. В то время это было трудно проверить, но с тех пор растущие возможности автоматизированного проектирования значительно упростили эту задачу. В 2003 году был запущен демонстрационный самолёт, который доказал надежность конструкции и продемонстрировал возможность уменьшения удара примерно в 2 раза. Даже удлинение транспортного средства без значительного увеличения веса уменьшит интенсивность удара.

### Сложность управления самолётом в широком диапазоне скоростей
Аэродинамическая конструкция сверхзвукового самолёта должна изменяться вместе с его скоростью для достижения оптимальной производительности. Таким образом, сверхзвуковой авиалайнер идеально изменил бы форму во время полёта, чтобы поддерживать оптимальную производительность как на дозвуковых, так и на сверхзвуковых скоростях. Такой вариант приведёт к усложнению конструкции, что увеличит потребности в техническом обслуживании, эксплуатационные расходы и проблемы безопасности.
На практике все сверхзвуковые транспортные средства использовали одну и ту же форму для дозвукового и сверхзвукового полёта, поскольку выбирался компромисс в производительности часто в ущерб полёту на низкой скорости. Аэродинамическое качество Например, Конкорд имел очень высокое лобовое сопротивление (отношение подъемной силы к лобовому сопротивлению около 4) на низкой скорости, но большую часть полёта он летел с высокой скоростью. Конструкторы Конкорда потратили 5000 часов на оптимизацию формы транспортного средства в ходе испытаний в аэродинамической трубе, чтобы максимизировать общую производительность по всему плану полёта.
Boeing 2707 имел поворотные крылья для повышения эффективности на низких скоростях, но увеличенное пространство, необходимое для такой функции, создавало проблемы с производительностью, которые в конечном итоге оказались непреодолимыми.
У North American Aviation был необычный подход к этой проблеме с XB-70 «Валькирия». Опустив наружные панели крыльев на высоких скоростях, они смогли воспользоваться преимуществами подъёмной силы сжатия на нижней стороне самолёта. Это улучшило аэродинамическое качество примерно на 30 %.

### Высокая температура оболочки
На сверхзвуковых скоростях самолёт адиабатически сжимает воздух перед собой. Повышенная температура воздуха нагревает самолёт. Дозвуковые самолёты обычно изготавливаются из алюминия. Однако алюминий, будучи лёгким и прочным, не способен выдерживать температуры намного выше 127 °C; при таких высоких температурах алюминий постепенно теряет свои свойства, которые сформировались в процессе векового затвердевания. Для самолётов, которые летают со скоростью 3 Маха, использовались такие материалы, как нержавеющая сталь (XB-70 «Валькирия», МиГ-25) или титан (SR-71, Т-4), при значительном увеличении затрат, поскольку свойства этих материалов значительно усложняют производство самолёта.
В 2017 году был обнаружен новый твердосплавный керамический материал для покрытия, который может выдерживать температуру 3000 °C на скорости 5 Маха или выше.

### Малая дальность полёта
Дальность полета сверхзвукового самолёта можно оценить с помощью уравнения дальности Бреге. Высокая взлетная масса на одного пассажира затрудняет получение хорошей фракции топлива. Эта проблема, наряду с проблемой, связанной с низкими коэффициентами подъемной силы/сопротивления, значительно ограничивает диапазон сверхзвуковых транспортных средств. Поскольку маршруты на большие расстояния не были жизнеспособным вариантом, авиакомпании были мало заинтересованы в покупке сверхзвуковых авиалайнеров.

### Невостребованность сверхзвуковых авиалайнеров у авиакомпаний

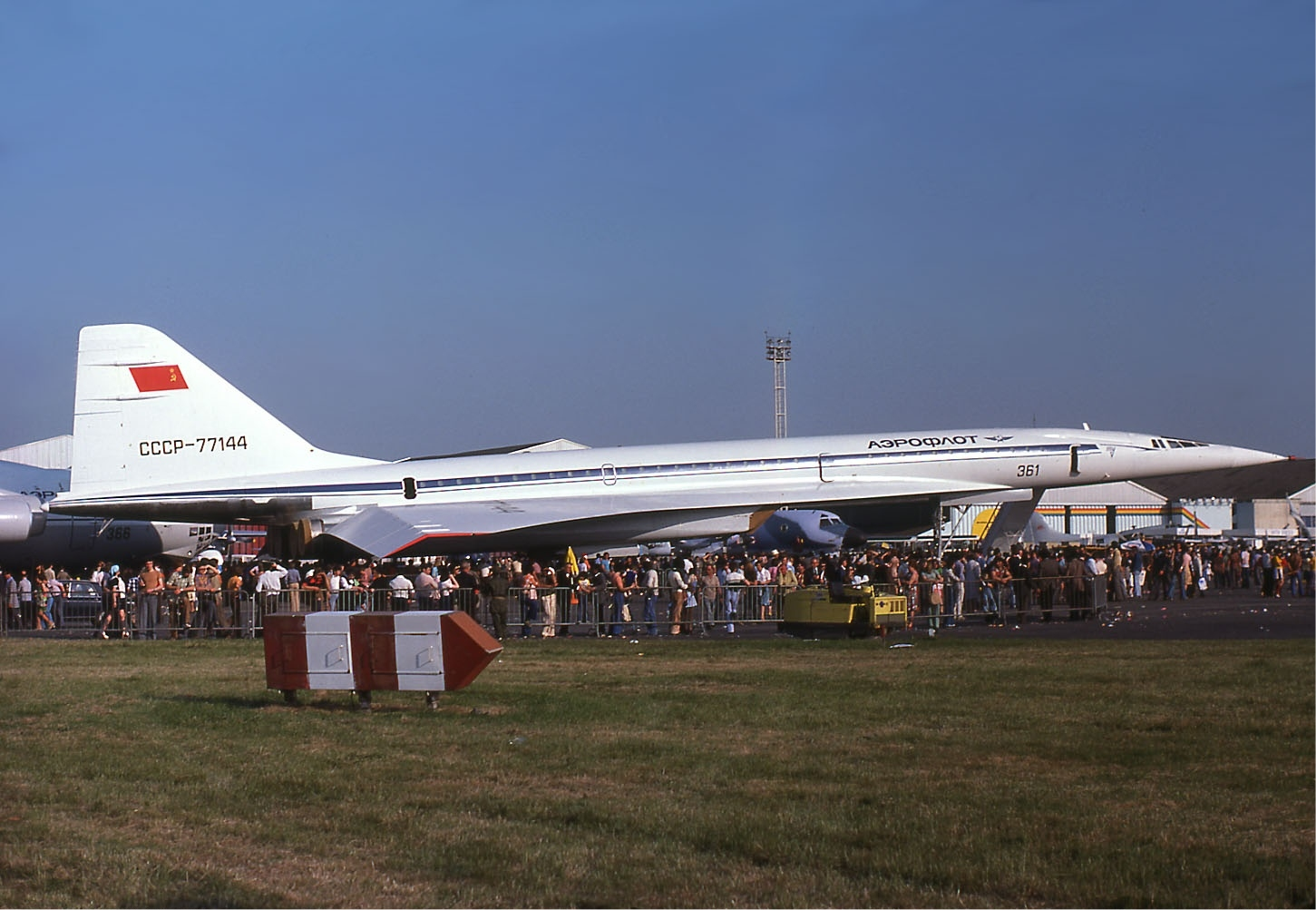
Ту-144 Аэрофлота на Парижском авиасалоне в 1975 году.

Авиакомпании покупают самолёты как средство заработка и хотят получить как можно большую отдачу от инвестиций из своих активов. Они потенциально ценят очень быстрые самолёты, потому что это позволяет совершать больше рейсов в день, обеспечивая более высокую отдачу от инвестиций. Кроме того, пассажиры, как правило, предпочитают быстрые и короткие рейсы медленным и длительным, поэтому эксплуатация более быстрых самолётов может дать авиакомпании конкурентное преимущество, даже в той мере, в какой многие клиенты охотно будут приобретать билеты по более высоким ценам в интересах экономии времени. Однако высокий уровень шума Конкорда в аэропортах, проблемы с часовыми поясами и недостаточная скорость означали, что в день можно было совершить только один обратный рейс, таким образом, дополнительная скорость не была преимуществом авиакомпании, кроме как в рекламных целях. Предлагаемые американские сверхзвуковые авиалайнеры были предназначены для полетов со скоростью 3 Маха отчасти по этой причине. Однако, учитывая время ускорения и замедления, трансатлантическое путешествие на скорости 3 Маха будет менее чем в три раза быстрее, чем путешествие на скорости 1 Маха.
Поскольку сверхзвуковые авиалайнеры производят звуковые удары на сверхзвуковых скоростях, им редко разрешается превышать скорость звука над сушей, и поэтому они должны делать это над морем. Поскольку они неэффективны на дозвуковых скоростях по сравнению с дозвуковыми самолётами, дальность полета ухудшается, а количество маршрутов, по которым самолёт может летать без остановок, уменьшается. Это также снижает желательность таких самолётов для большинства авиакомпаний. Сверхзвуковые самолёты имеют более высокий расход топлива на одного пассажира, чем дозвуковые самолёты; это обязательно повышает цену билета при прочих равных условиях, а также делает эту цену более чувствительной к цене на нефть. Это также делает сверхзвуковые полёты менее благоприятными для окружающей среды, что вызывает все большую озабоченность у широкой общественности, включая туристов.
Основной целью инвестиций в научно-исследовательские и опытно-конструкторские работы по разработке нового сверхзвукового авиалайнера является увеличение скорости воздушного транспорта. Как правило, помимо стремления к новым технологическим достижениям, основной их движущей силой является конкурентное давление со стороны других видов транспорта. Конкуренция между различными поставщиками услуг в рамках одного вида транспорта обычно не приводит к таким технологическим инвестициям для увеличения скорости. Вместо этого поставщики услуг предпочитают конкурировать по качеству и стоимости услуг. Примером этого явления является высокоскоростная железная дорога. Ограничение скорости железнодорожного транспорта было так сильно увеличено, что позволило ему эффективно конкурировать с автомобильным и воздушным транспортом. Но было сделано не для того, чтобы усилить конкуренцию между железнодорожными компаниями.
Это явление также снижает востребованность сверхзвуковых авиалайнеров для авиакомпаний, поскольку для перевозок на очень большие расстояния (пара тысяч километров) конкуренция между различными видами транспорта скорее похожа на скачки на одной лошади: у воздушного транспорта нет значительного конкурента. Единственная конкуренция существует между авиакомпаниями, и они скорее будут платить умеренно, чтобы снизить стоимость и повысить качество обслуживания, чем платить намного больше за увеличение скорости. Кроме того, коммерческие компании обычно предпочитают бизнес-планы с низким уровнем риска с высокой вероятностью получения заметной прибыли, но дорогостоящая программа передовых технологических исследований и разработок является предприятием с высоким уровнем риска, поскольку возможно, что программа не удастся по непредвиденным техническим причинам или увеличит расходы настолько, что вынудит компанию из-за ограничений финансовых ресурсов отказаться от усилий до того, как они приведут к какой-либо инновационной технологии в производстве, что потенциально ведет к потере всех инвестиций.

### Экологические последствия
По оценкам Международного совета по экологически чистому транспорту (ICCT), сверхзвуковой транспорт будет сжигать в 5-7 раз больше топлива на одного пассажира. ICCT показывает, что сверхзвуковой рейс из Нью-Йорка в Лондон потреблял бы более чем в два раза больше топлива на пассажира, чем в дозвуковом бизнес-классе, в шесть раз больше, чем в эконом-классе, и в три раза больше, чем дозвуковой бизнес-класс для рейса из Лос-Анджелеса в Сидней. Проектировщики могут либо соответствовать существующим экологическим стандартам с помощью передовых технологий, либо лоббировать политиков для установления новых стандартов для сверхзвукового транспорта.
Если бы в 2035 году было 2000 единиц сверхзвукового транспорта, в 160 аэропортах выполнялось бы 5000 рейсов в день, а парк выбрасывал бы приблизительно 96 миллионов метрических тонн CO₂ в год (как в American Airlines, Delta AirLines и Southwest Airlines, вместе взятых, в 2017 году), от 1,6 до 2,4 гигатонн CO₂ в течение их 25-летнего срока службы: одна пятая часть углеродного бюджета международной авиации, если авиация сохранит свою долю выбросов, чтобы оставаться в климатической траектории 1,5 °C. Зона, подверженная воздействию шума вокруг аэропортов, может удвоиться по сравнению с существующими дозвуковыми самолётами того же размера, с более чем 300 операциями в день в Дубае и лондонском Хитроу и более чем 100 в Лос-Анджелесе, Сингапуре, Сан-Франциско, Нью-Йорке-аэропорту Кеннеди, Франкфурте и Бангкоке. Частые звуковые удары будут слышны в Канаде, Германии, Ираке, Ирландии, Израиле, Румынии, Турции и некоторых частях Соединённых Штатов, до 150—200 в день или один раз в пять минут.

## Текущие разработки

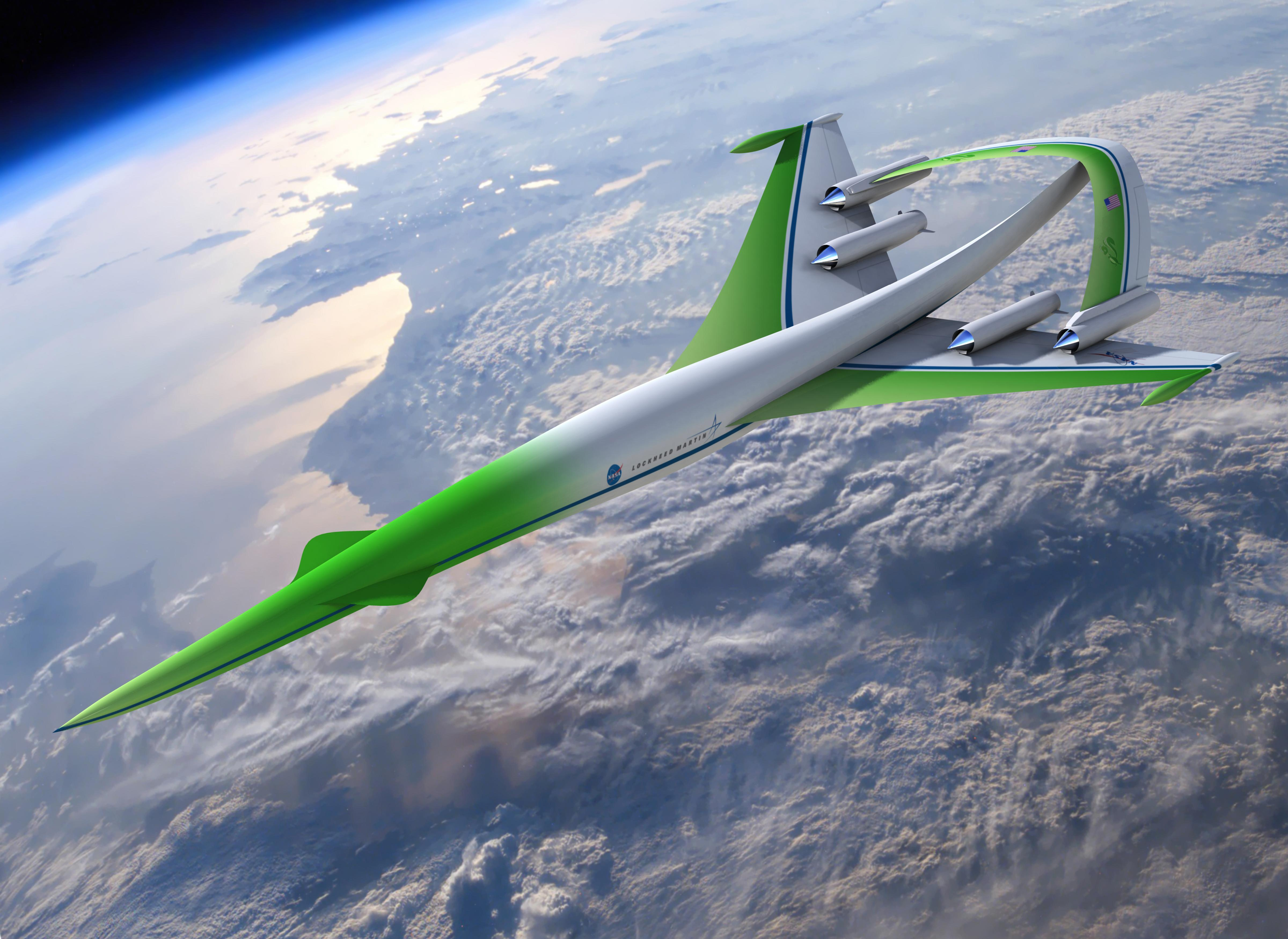
Концепция Lockheed Martin была представлена Директорату исследовательской миссии НАСА по аэронавтике в апреле 2010 года

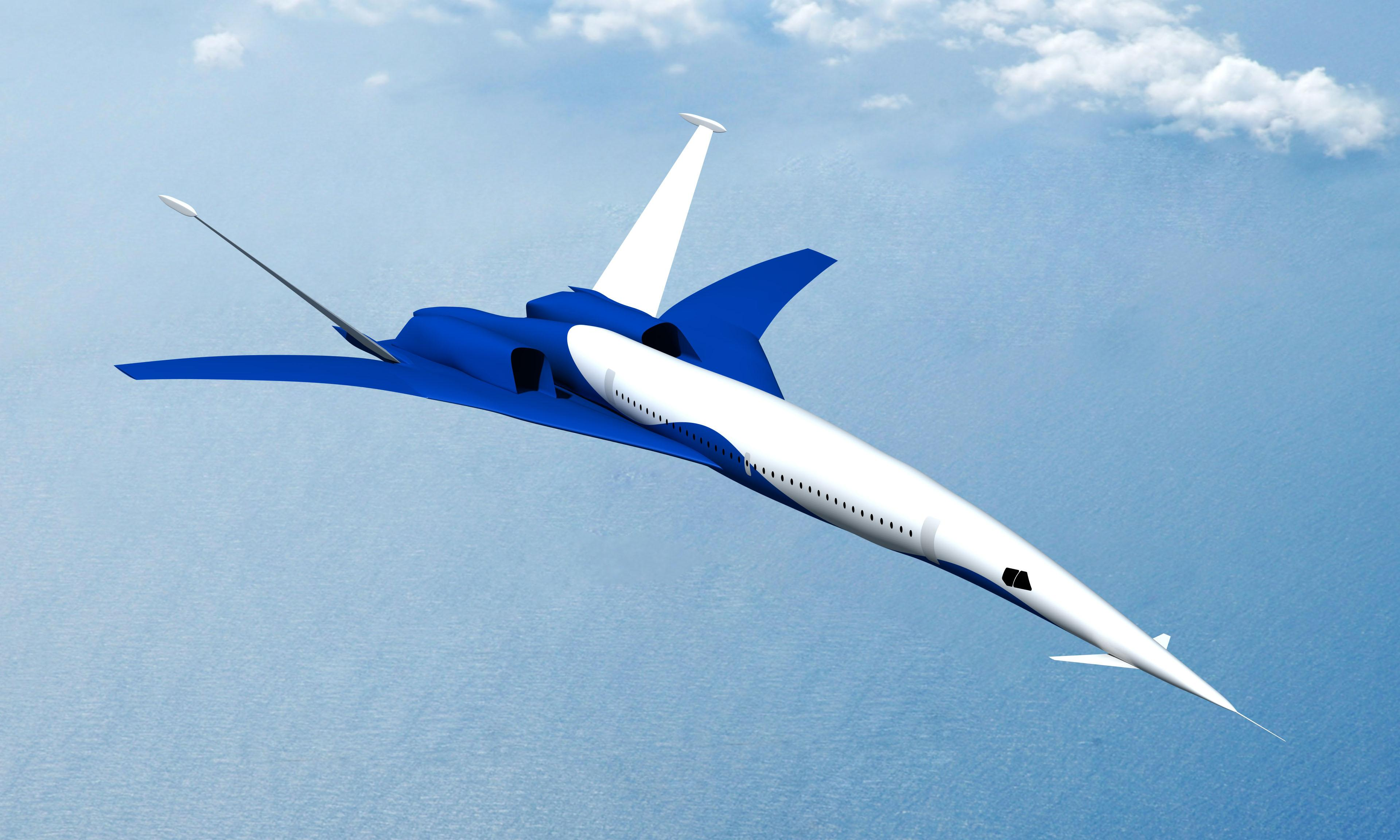
Концепция от Boeing

Стремление к созданию сверхзвукового авиалайнера второго поколения сохранилось в некоторых сферах авиационной промышленности и, несмотря на неосуществление нескольких других бывших и существующих проектов пассажирских сверхзвуковых и околозвуковых самолётов (Boeing Sonic Cruiser, Douglas 2229, Lockheed L-2000, в России — Ту-244 («апгрейд» Ту-144Д), Ту-344 (бизнес-джет на базе ракетоносца Ту-22М3), Ту-444, SSBJ (проекты 90-х), и других) и вывод из эксплуатации самолётов двух реализованных проектов, в новом столетии возникли проекты возрождения пассажирских сверхзвуковых машин.
- Проекты компании Boom Technology (из Колорадо, США): Boom Overture и Supersonic business jet[англ.]. В марте 2016 года стартап Boom Technology сообщил, что находится на стадии разработки сверхзвукового реактивного самолёта на 40 пассажиров, способного летать на скорости 2,2 Маха, утверждая, что моделирование конструкции показывает, что он будет тише и на 30 % эффективнее, чем Конкорд, и сможет долететь из Лос-Анджелеса в Сидней за 6 часов[38]. Разработки продолжаются, в том числе двигателя Symphony, который обеспечит тягу для полетов на скорости до 1,7 Маха (полёт между Лондоном и Нью-Йорком займет 3,5 часа). Первый испытательный полёт назначен на 2027 год[39][40].
- Проекты частной американской компании Aerion[англ.]: бизнес-джеты Aerion SBJ[англ.] (1,6 Мах, 8-12 пассажиров; проект закрыт в мае 2021), Aerion AS2[англ.] (увеличенная версия Aerion SBJ, анонсирован в мае 2014), Aerion AS3 (4 Мах, 50 пассажиров; анонсирован в мае 2021). 
 В мае 2008 года сообщалось, что стартап Aerion продал предзаказ на свой сверхзвуковой бизнес-джет Aerion SBJ за 3 млрд долларов[41]; в конце 2010 года проект был продолжен испытательным полётом секции крыла. Aerion AS2 был предложен в качестве 12-местного триджета с дальностью полета 8800 км  на скорости 1,4 Маха над водой или 9800 км на скорости 0,95 Маха над землей, хотя утверждалось, что возможен полёт без звукового удара на скорости 1,1 Маха. При поддержке Airbus и с 20 заказами на запуск от Flexjet в мае 2017 года, когда GE Aviation была выбрана в качестве бизнес-партнёра для совместного исследования двигателей, первые поставки были перенесены с 2023 года на два года вперёд[42].
 В 2018 г. американская компания Spirit Aerosystems[англ.] по договору с Aerion начала эскизное проектирование фюзеляжа для нового сверхзвукового пассажирского бизнес-джета Aerion AS2, который разрабатывается с 2014 года[43]; на разрабатываемый самолёт в ноябре 2015 был сделан твёрдый заказ на 20 единиц суммарной стоимость 2,4 млрд долларов, с началом поставок в 2023 году[44]; техническую поддержку компании Aerion окажет авиастроительный концерн Boeing. В феврале 2019 года появилась базовая стоимость нового самолёта — 120 млн долл., что почти в два раза дороже его конкурентов — самолёта Global 7000 от «Бомбардье».[45]
- Экспериментальный Lockheed Martin X-59 QueSST («Тихая сверхзвуковая технология») — , разрабатываемый Lockheed Martin с середины 2010-х. В июне 2019 года компания, вдохновленная инициативой НАСА по тихому сверхзвуковому полету[уточнить], представила концепцию авиалайнера с бесшумной сверхзвуковой технологией[46] для перелётов через Тихий океан со скоростью 1,8 Маха, рассчитанного 40 пассажиров. Снижение уровня шума в аэропорту и звукового удара обеспечивается конструкцией с фигурной стрелой[прояснить], интегрированной малошумной двигательной установкой, сверхзвуковым естественным ламинарным потоком со стреловидным крылом и системой внешнего обзора кабины. Конструкция длиной 69 м значительно длиннее, чем у Конкорда, с носом длиной почти 21 м и кабиной длиной 24 м. Резко стреловидное дельтовидное крыло имеет размах 22 м, немного уже, чем у Конкорда[47]. 
 Цели проектирования — дальность полета 7800-9800 км и длина взлетного поля 2900-3200 м, звуковой удар 75-80 дБ и скорость 1,6-1,7 Маха над сушей и 1,7-1,8 Маха над водой. Сдвоенные хвостовые несгораемые двигатели мощностью 180 кН расположены между V-образными хвостами. Интегрированная малошумная двигательная установка включает в себя усовершенствованные конструкции заглушек, шумозащитный экран и устойчивые к искажениям лопасти винта. 
 В 2016 году НАСА объявило, что подписало контракт на разработку прототипа X-59 QueSST, проектную группу возглавляет компания Lockheed Martin Aeronautics[англ.][48]. На 2021 год собран планер прототипа.
- Проект SAI Quiet Supersonic Transport[англ.] компании en:Supersonic Aerospace International (SAI) — пассажирский самолёт на 12 пассажиров со скоростью 1,6 Маха и силой звукового удара всего лишь 1 % от силы удара, создаваемого «Конкордом»[49].
- В августе 2020 года Virgin Galactic совместно с Rolls-Royce представила концепцию самолёта Twinjet с дельтавидным крылом и максимальной скоростью 3 Маха, способного перевозить до 19 пассажиров[50].

- В конце 2010-х В России пошли разговоры о планах разработки на основе бомбардировщика Ту-160 (серийное производство которого сейчас возобновляется[51][52][53]) и пр.[54]
- ЦАГИ продемонстрировал на московском авиасалоне МАКС-2017 масштабную модель своего сверхзвукового бизнес-джета (коммерческого реактивного самолёта), который должен производить относительно тихий звуковой удар, позволяющий совершать сверхзвуковые полеты над землей. Он оптимизирован для круиза со скоростью 2100 км/ч и дальности полета 7400-8600 км. Научные исследования направлены на оптимизацию как для околозвуковых скоростей 0,8-0,9 Маха, так и для сверхзвуковых скоростей 1,5-2 Маха. Конструкция испытывается в аэродинамической трубе, в то время как двигатели разрабатываются в Центральном институте авиационных двигателей, а конструкции изучаются компаниями «Авиадвигатель» и НПО «Сатурн»[55].

также, масштабные исследования в ЦАГИ по реализации проекта «СГС» — сверхзвукового гражданского самолёта — который стартует в 2023 году.
Также существуют и современные проекты военно-транспортных (десантных) самолётов быстрого реагирования.
| Модель        | Число пассажиров | Скорость  | Дальность полёта              | Максимальная взлётная масса | Общая тяга | Отношение тяги к весу |
| ------------- | ---------------- | --------- | ----------------------------- | --------------------------- | ---------- | --------------------- |
| Ту-144        | 150              | 2 Маха    | 3500 морских миль (6500 км)   | 207 тонн                    | 960 кН     | 0.44                  |
| Конкорд       | 120              | 2,02 Маха | 3900 морских миль (7200 км)   | 185 тонн                    | 676 кН     | 0.37                  |
| Boom Overture | 55               | 1,7 Маха  | 4500 морских миль (8300 км)   | 77,1 тонн (170,000 фунтов)  | 200-270 кН | 0,26-0,35             |
| Spike S-512   | 18               | 1,6 Маха  | 6200 морских миль (11 500 км) | 52,2 тонн (115,000 фунтов)  | 177,8 кН   | 0,35                  |

Исследования
Для поддержания экономической жизнеспособности сверхзвукового транспорта, исследования НАСА с 2006 года были сосредоточены на уменьшении звукового удара, чтобы обеспечить сверхзвуковой полет над землей. Недавно НАСА разработало демонстрационную модель с относительно низким шумом, смягчённым за счет планирования, чтобы получить общественное одобрение возможного снятия запрета Федерального управления гражданской авиации США и Международной организации гражданской авиации в начале 2020-х годов. Lockheed Martin X-59 QueSST будет имитировать сигнатуру ударной волны на скорости от 1,6 до 1,8 Маха с воспринимаемым уровнем шума 75 PNLdB по сравнению со 105 PNLdB у Конкорда.
Рынок сверхзвуковых авиалайнеров стоимостью 200 миллионов долларов может увеличиться в 1300 раз в течение 10-летнего периода, расширившись до 260 миллиардов долларов. Разработка и сертификация новой модели оценивается примерно в 4 миллиарда долларов.
На конференции Национальной ассоциации деловой авиации в октябре 2017 года в Лас-Вегасе, где НАСА поддерживало только исследования, различные компании столкнулись с инженерными проблемами, предложив рабочие модели самолётов с различной дальностью полёта и максимальной скоростью:
Из четырёх миллиардов авиапассажиров в 2017 году более 650 миллионов пролетели на дальние расстояния от 2000 до 7000 миль (от 3200 до 11 300 км), в том числе 72 миллиона в бизнес- и первом классе.
В октябре 2018 года Федеральное управление гражданской авиации США осуществило повторное принятие стандартов шума для сверхзвуковых транспортных средств, что дало разработчикам нормативную определённость для их проектов, в основном для выбора двигателя. Правила для разрешения на сверхзвуковые летные испытания в США и сертификации по шуму были предложены Федеральным управлением в начале 2019 года, в то время как НАСА планирует в 2025 году запустить демонстрационную модель Lockheed Martin X-59 с низким уровнем шума по стандартам ИКАО.

### Предыдущие концепции
В ноябре 2003 года EADS — материнская компания Airbus — объявила, что рассматривает возможность сотрудничества с японскими компаниями для разработки более крупной и быстрой замены «Конкорда». В октябре 2005 года , Японское агентство аэрокосмических исследований (JAXA), провело аэродинамические испытания масштабной модели авиалайнера, рассчитанного на перевозку 300 пассажиров со скоростью 2 Маха — Сверхзвуковой транспорт следующего поколения (Next Generation Supersonic Transport, NEXST), а затем Гиперзвуковой транспорт с нулевым уровнем выбросов (ZEHST). В то время ожидалось, что он будет введен в эксплуатацию примерно в 2020-25 годах.
Также, были предложены новые модели сверхзвуковых авиалайнеров: Ту-444 и Гольфстрим Х-54 (Gulfstream X-54).

## Гиперзвуковой транспорт
В то время как обычные турбовинтовые и прямоточные реактивные двигатели способны сохранять разумную эффективность до 5,5 Маха, иногда также обсуждаются некоторые идеи для очень высокоскоростного полета выше 6 Маха с целью сокращения времени в пути до одного или двух часов в любую точку мира. Однако, для достижения гиперзвуковой скорости необходимо преодоление не только звукового, но и теплового барьера.
Для вышеуказанных целей часто предлагают использовать ракетные или реактивные двигатели; также были предложены импульсные детонационные двигатели. Такой перелёт связан со множеством трудностей, как технических, так и экономических. Самолёты с ракетным двигателем, будучи технически практичными (либо в качестве баллистических транспортных средств, либо в качестве полубаллистических транспортных средств с использованием крыльев), будут использовать очень большое количество топлива, и лучше всего работать на скоростях примерно от 8 Маха до орбитальных скоростей. Ракеты лучше всего конкурируют с воздушно-реактивными двигателями по стоимости на очень большой дальности; однако затраты на запуск подобных самолётов будут ненамного ниже, чем затраты на орбитальный запуск.
На Парижском авиасалоне в июне 2011 года EADS представила свою концепцию ZEHST, совершающую круиз со скоростью 4 Маха (4400 км/ч) на высоте 32 км. Эта модель привлекла интерес японцев.
Также Германский центр авиации и космонавтики с 2005 года работает над проектом суборбитального гиперзвукового пассажирского космоплана SpaceLiner.
В Европе и Японии ведутся исследования предварительно охлаждённых реактивных двигателей. Это реактивные двигатели с теплообменником на входе, который охлаждает воздух на очень высоких скоростях. Они могут быть практичными и эффективными на скорости до 5,5 Маха. Британская компания Reaction Engines, на 50 % финансируемая из ЕС, участвовала в исследовательской программе под названием LAPCAT, в рамках которой была изучена конструкция самолёта на водородном топливе, перевозящего 300 пассажиров, под названием A2, потенциально способного безостановочно летать со скоростью 5 Маха из Брюсселя в Сидней за 4,6 часа.

### Гиперзвуковой авиалайнер Boeing
Компания Boeing представила на конференции Американского института аэронавтики и астронавтики (AIAA 2018 года пассажирский самолёт, достигающий скорости 5 Маха (5400 км/ч). Пересечение Атлантики за 2 часа или Тихого океана за 3 часа на высоте 29 км позволило бы совершать обратные рейсы в тот же день, что увеличило бы использование активов авиакомпаний.
При использовании титанового фюзеляжа его вместимость была бы меньше, чем у Boeing 737, но больше, чем у бизнес-джета дальнего радиуса действия. Демонстрационная модель многоразового использования может быть запущена уже в 2023 или 2024 году для потенциального ввода в эксплуатацию с конца 2030-х годов. Аэродинамика выиграла бы от опыта Boeing X-51 Waverider на переднем краю ударной волны для снижения индуцированного сопротивления. Управление потоком повысило бы подъемную силу на более низких скоростях, а отказ от форсажных камер при взлете снизил бы шум.
Гиперзвуковой авиалайнер Боинг будет приводиться в действие турбореактивным двигателем, турбовентилятором, который переходит на реактивный двигатель на скорости 5 Маха, что позволит избежать необходимости в прямоточном двигателе, аналогичном Pratt & Whitney J58 самолёта SR-71 Blackbird, но отключает турбину на более высоких скоростях. Он будет интегрирован в осесимметричную кольцевую компоновку с одним впускным отверстием и соплом, а также перепускным каналом вокруг турбинного двигателя для комбинированной форсажной камеры/прямоточного двигателя сзади. Для этого потребуется передовая технология охлаждения, такая как теплообменник, разработанный Reaction Engines, возможно, с использованием жидкого метана или реактивного топлива.
Полёт на высоте 27—29 км повышает риск разгерметизации. В качестве предела, достижимого с помощью доступных технологий, была выбрана скорость 5 Маха. В этом случае появится возможность пересекать Атлантику четыре или пять раз в день, которую Конкорд пересекал только 2 раза в день.